# Сражение при Силао

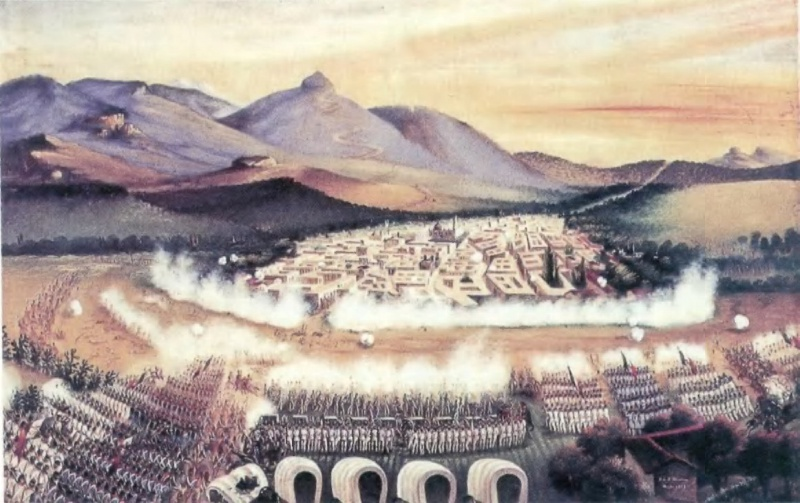
Сражение при Силао

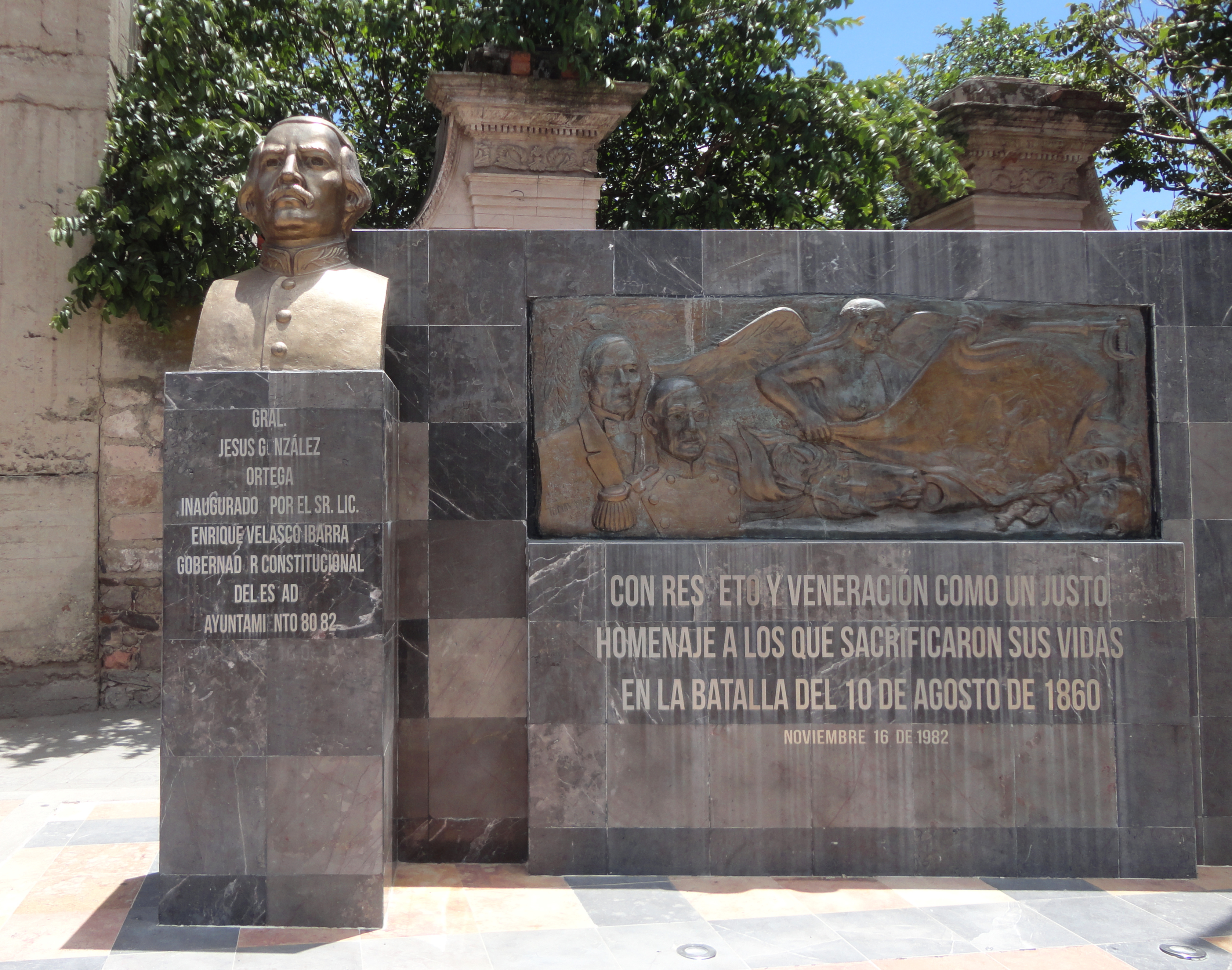
Мемориал в память о сражении

Сражение при Силао (исп. Batalla de Silao) — одно из сражений гражданской войны в Мексике, так называемой Войны за реформу. 10 августа 1860 года в окрестностях Силао, в штате Гуанахуато, армия либералов под командованием генералов Хесуса Гонсалеса Ортеги и Игнасио Сарагосы разгромила армию консерваторов генерала Мигеля Мирамона. 
В начале августа 1860 года армия либералов (8000 человек) расположилась лагерем возле города Силао. Командующий армией консерваторов генерал Мирамон двинул туда свои войска, насчитывавшие 3282 солдата-новобранца, чтобы дать сражение.
Сражение началось на рассвете 10 августа. Вначале артиллерия Мирамона нанесла войскам либералов большие потери, пробив в их рядах бреши. Либеральная армия, воспользовавшись временным отдыхом, данным Мирамоном своим солдатам, сменила боевые позиции и более эффективно ответила своей артиллерией, обслуживаемой североамериканскими канонирами.  
В 8:15 утра, после 3 часов боёв, солдаты консервативной армии бежали, несмотря на попытку Мирамона удержать их на поле боя. Либералам досталась вся артиллерия противника, его обоз, боеприпасы и военное снаряжение, а также большое количество пленных, включая нескольких генералов. Победители преследовали Мирамона, но он смог сбежать. После победы либеральные войска заняли Силао, Керетаро, Селайю и Гуанахуато, а остатки войск консерваторов отошли назад, в долину Мехико.